# Alexandru Donici (antropolog)
Alexandru Donici (n. 15 iunie 1886, Chișinău, Imperiul Rus – d. 13 mai 1936, Geneva, Geneva, Elveția) a fost un antropolog, scriitor și publicist român din Basarabia. Este fiul lui Nicolae Donici și face parte din neamul moldovenesc medieval al Doniceștilor din care provin și fabulistul Alexandru Donici și astronomul Nicolae Donici ( 1874- 1960). Și-a a petrecut copilăria în comuna Noua Suliță (județul Hotin) și în Navârnet, judetul Bălți. Studiile liceale le-a realizat la Chișinău și Kiev. Studiile universitare le-a făcut la Paris, apoi la Geneva, unde va frecventa cursurile profesorului Eugène Pittard sub coordonarea căruia își va efectua studiile doctorale). Din anul 1919 este șeful laboratorului  antropologic al Universității din Geneva, unde a lucrat sub îndrumarea profesorului Eugen Pittard. A fost autor a peste 50 de lucrări științifice, dintre care 12 au avut cа subiect antropologia și etnologia României. În anul 1934 a trimis spre publicare Academiei Române valorosul manuscris Cronica Scythica. În anul 1935 fiind în vizită la Chișinău a tipărit „Din negura vremurilor”. În 1925 și 1935 a făcut donații valoroase din colecția sa preistorica secției Arheologice a Muzeului de Istorie Naturală din Chișinău. În vizitele sale la Chișinău se oprea la Hotelul Suisse.